# Skeuomorphisme

Interface d'un logiciel audio ressemblant à un panneau physique.

Le skeuomorphisme (en anglais skeuomorphism) ou skeuomorphe est un terme formé à partir du grec skeuos (l'équipement militaire, mais aussi le costume, l'ornement, la décoration) et définissant un élément de design dont la forme n'est pas directement liée à la fonction, mais qui reproduit de manière ornementale un élément qui était nécessaire dans l'objet d'origine. 
Plus précisément, il peut être défini comme « un élément de design ou une structure qui ne sert aucun but dans l'objet formé à partir du nouveau matériau, mais qui était essentiel dans l'objet fait à partir du matériau original ».
Le terme n'est pas présent dans les dictionnaires de français (c'est un néologisme), mais il est notamment utilisé comme traduction du terme anglais pour désigner des éléments d'interface informatique reproduisant des objets physiques (par exemple des textures : cuir, papier, bois) dans le but de donner des repères facilement accessibles à l'utilisateur.

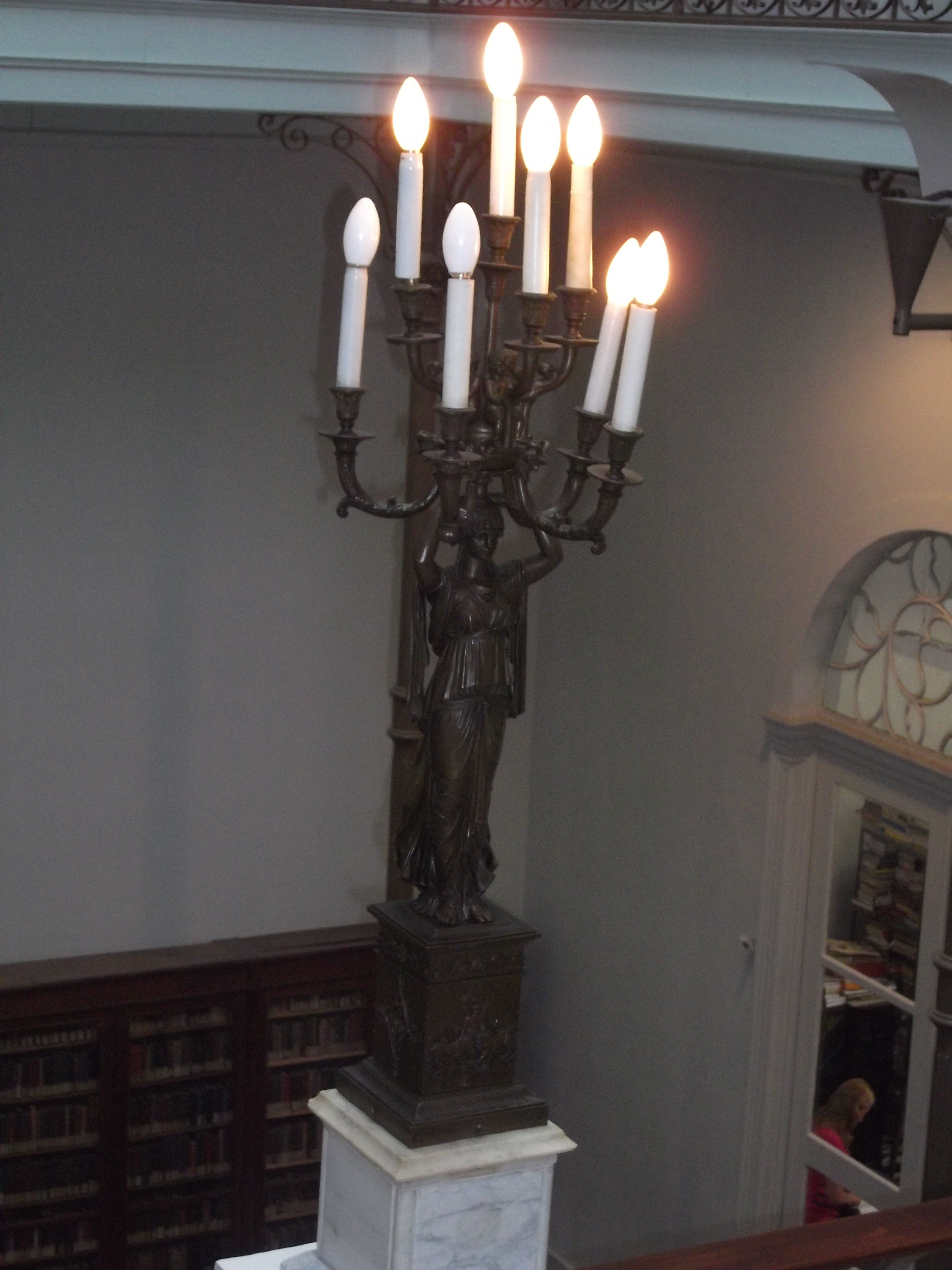
Une lampe ayant l'aspect d'un chandelier à bougies.

Apple utilisait notamment plusieurs skeuomorphismes jusqu'à son système d'exploitation mobile iOS 6, comme la plateforme de jeux Game Center, le calepin Notes et la Boussole.
Google l'utilisait aussi jusqu'à Android Jelly Bean, comme le bloc-notes. Microsoft l'utilisait pour Windows Vista, Windows 7 et Windows Mobile 6.

## Définition et objectif
Le terme skeuomorphisme vient du grec skéuos (σκεῦος), qui signifie « contenant ou outil » et de morphḗ (μορφή), qui signifie « forme ». Il est utilisé pour des objets physiques depuis 1890 et est maintenant utilisé pour décrire des interfaces (ordinateur, mobile…).
Une définition alternative de skeuomorphisme est « un ornement ou la conception physique d'un objet qui le fait ressembler à un autre matériau ou technique ». Cette définition a une portée plus large, car elle peut être appliquée à des éléments de conception qui remplissent toujours la même fonction qu’ils avaient dans une conception antérieure.
Les skeuomorphes peuvent être délibérément employés pour rendre un nouveau look plus familier et confortable, ou peuvent être le résultat d'influences et de normes culturelles du designer. Ils peuvent être une expression artistique de la part du designer. L'universitaire Donald Norman décrit le skeuomorphisme en termes de contraintes culturelles : interactions avec un système qui ne sont apprises qu'à travers la culture. Norman a également popularisé les affordances perçues, où l'utilisateur peut dire ce qu'un objet fournit ou fait en fonction de son apparence, ce que le skeuomorphisme peut rendre facile.
Le concept de skeuomorphisme rejoint d'autres concepts de conception. Mimesis est une imitation, venant directement du grec. L'archétype est l'idée ou le modèle original qui est imité, où les imitations peuvent être skeuomorphes. Le skeuomorphisme est parallèle à, mais différent de, la dépendance du chemin dans la technologie, où le comportement fonctionnel d'un élément est maintenu lorsque les raisons de sa conception n'existent plus.

## Skeuomorphes physiques

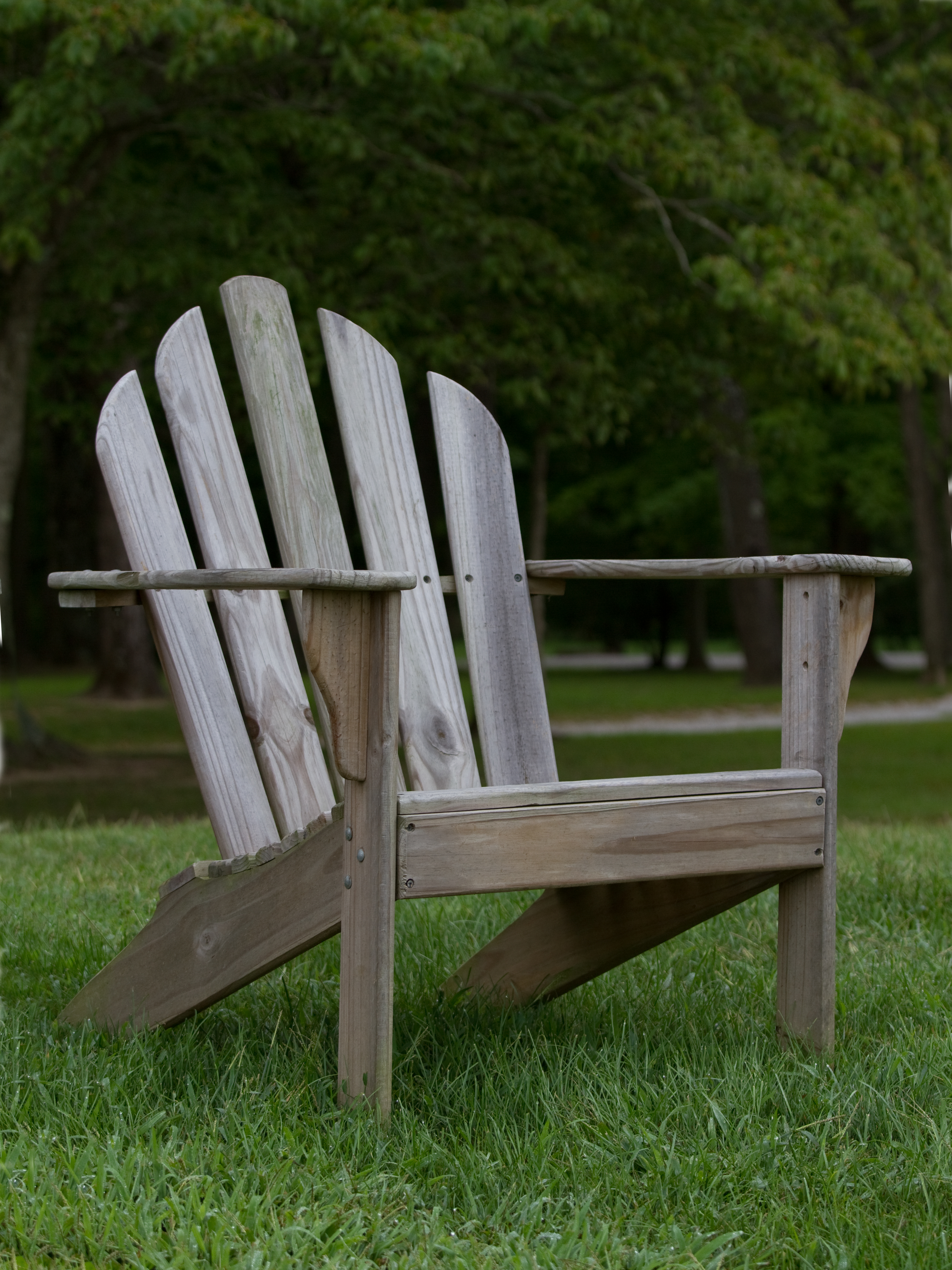
Chaise Adirondack dans l'Ohio.

Beaucoup de caractéristiques des bâtiments en bois ont été répétées dans la pierre par les Grecs anciens quand ils sont passés du bois à la construction en maçonnerie. Les éléments décoratifs en pierre dans l'ordre dorique de l'architecture classique dans les temples grecs tels que les triglyphes, les mutules, les gouttes et les modillons sont supposés dériver de véritables caractéristiques structurelles et fonctionnelles des premiers temples en bois. Les triglyphes et les gouttes sont considérés comme recréant dans la pierre les caractéristiques fonctionnelles des temples en bois construits auparavant, respectivement les extrémités de poutres sculptées et six chevilles en bois enfoncées pour fixer la poutre en place,,.
Historiquement, les objets de haut-rang tels que les tasses d'argent élaborées et coûteuses des Minoens ont été recréés pour un marché plus large utilisant la poterie, un matériau moins cher. L'échange de formes entre la ferronnerie et la céramique, généralement dans ce sens, est presque constant dans l'histoire des arts décoratifs. Parfois, les pellets d'argile évoquent les rivets des originaux métalliques.
Il y a aussi des signes de skeuomorphisme dans les changements de matériaux. Le cuir et la poterie portent souvent des traits des objets équivalents en bois des générations précédentes. On a également découvert des poteries en argile portant des protubérances en forme de corde, suggérant des artisans à la recherche de formes et de processus familiers tout en travaillant avec de nouveaux matériaux. Dans ce contexte, les skeuomorphes existent en tant que traits recherchés dans d'autres objets, soit pour leur désirabilité sociale, soit pour leur réconfort psychologique.
À l'époque moderne, les articles en plastique moins chers tentent souvent d'imiter des produits en bois et en métal plus chers, bien qu'ils ne soient que skeuomorphes. La nouvelle ornementation rappelle la fonctionnalité originale, comme les têtes moulées en plastique moulé. Un autre skeuomorphe bien connu est la chaise Adirondack en plastique.

## Skeuomorphes virtuels

Dans de nombreuses interfaces graphiques, la disquette est utilisée pour symboliser la sauvegarde.

De nombreux programmes informatiques ont une interface utilisateur graphique skeuomorphique qui imite l’esthétique des objets physiques. De nombreux exemples peuvent être cités, incluant la liste de contacts numérique ressemblant à un Rolodex et l’emballage 1998 RealThings d'IBM. Un exemple plus extrême se trouve dans certains logiciels de synthèse musicale et de traitement audio, qui imitent de près les instruments de musique physiques et les équipements audio, avec des boutons et des cadrans.
La société Apple, sous la direction de Steve Jobs, était connue pour son large usage des conceptions skeuomorphiques dans diverses applications. Cela a changé après la mort de Steve Jobs quand Scott Forstall, décrit comme « le plus vif et le plus haut partisan du style de design visuel favorisé par M. Jobs ", a démissionné. Le concepteur d'Apple, Jonathan Ive, a assumé certaines des responsabilités de Forstall et a « fait connaître son dégoût pour l'ornementation visuelle du logiciel mobile d'Apple au sein de l'entreprise ». Avec l'annonce d'iOS 7 à la WWDC en 2013, Apple est passé officiellement du skeuomorphisme à un design plus simplifié, initiant ainsi la prétendue « mort du skeuomorphisme » chez Apple.

## Skeuomorphes mémétiques
Les skeuomorphes mémétiques n'utilisent pas littéralement l'image d'un objet physique, mais font plutôt allusion à des heuristiques humaines ou à des motifs heuristiques, tels que des barres de curseurs qui imitent des potentiomètres linéaires et des onglets qui se comportent comme les onglets des dossiers. Un autre exemple est le geste de la main de balayage (swipe) pour tourner les « pages » ou les écrans d'une tablette.
Les skeuomorphes mémétiques peuvent également être auditifs. Le bruit du déclencheur émis par la plupart des téléphones-appareils photo lors de la prise de vue est un skeuomorphe auditif. 

## Skeuomorphes chronologiques
Le rétrofuturisme incorpore des motifs spatiaux issus des itérations précédentes du futur; en particulier les visions de l'électro-industrialisme. Ceci est fréquemment incorporé dans les illustrations de retrowave ou de synthwave. Le temps skeumorphique est étroitement lié au métamodernisme.

## Le design skeuomorphique

### Arguments en faveur
Un argument en faveur du design skeuomorphique est qu'il rend plus facile pour ceux qui sont familiers avec le dispositif original d'utiliser l'imitation numérique en rendant certaines affordances plus fortes. Les interactions avec les appareils informatiques sont surtout culturelles et apprises. Une fois qu'un processus est appris et adopté dans une société, il développe la persistance. Les propositions de changement, en particulier les changements radicaux, débouchent souvent sur un débat entre partisans et opposants. Norman décrit ce processus comme une forme de patrimoine culturel.

### Arguments contre
Les arguments contre le design skeuomorphique sont :
- que les éléments d'interface skeuomorphiques utilisent des métaphores plus difficiles à utiliser et occupent plus d'espace à l'écran que les éléments d'interface standard,
- que cela casse les standards de conception de l'interface du système d’exploitation,
- que les éléments d'interface skeuomorphique intègrent rarement une entrée ou une rétroaction numérique pour définir avec précision une valeur,
- que de nombreux utilisateurs n'ont aucune expérience avec le périphérique original imité,
- que la conception skeuomorphique peut augmenter la charge cognitive avec un bruit visuel, qui après quelques utilisations donne peu ou pas de valeur à l'utilisateur,
- que la conception skeuomorphique limite la créativité en fondant l'expérience sur des contreparties physiques[20],
- que les conceptions skeuomorphes ne représentent souvent pas exactement l'état du système sous-jacent ou les types de données dus à une mimésis inappropriée, comme les jauges analogiques dans une interface numérique.